# Sphaeralcea chenopodifolia
Sphaeralcea chenopodifolia är en malvaväxtart som beskrevs av A. P. Rodrigo. Sphaeralcea chenopodifolia ingår i släktet klotmalvor, och familjen malvaväxter. Inga underarter finns listade i Catalogue of Life.